# Paola Troncoso
Paola Troncoso (Santiago, 16 de enero de 1974) es una actriz y comediante chilena. 
Saltó a la fama por su participación en el programa de humor Morandé con compañía donde interpretó a varios personajes, siendo la "Polillita" y la mamá de "Miguelito", "Paolita Rojas"; los más destacados junto con juego de ilusiones.

## Carrera profesional
Paola Troncoso nació el 12 de enero de 1974 en Santiago, Chile. 
Comenzó su carrera como actriz y comediante en 1995, cuando a través de un casting, es elegida para participar en la sección de humor del programa Acompáñeme de Mega. Dos años más tarde ingresa a los programas Venga conmigo y Na' que ver con Chile del mismo canal, consolidándose en la escena humorística. Posteriormente forma parte del equipo de Teatro en Canal 13.
En 2004 llega a Mega y se une a la última temporada del clásico programa Jappening con ja. En 2005 es contratada en Morandé con Compañía, para interpretar a distintos personajes como "La Polillita", "Malena", "María Pinto" y su más destacado personaje, "Paola 'Paolita' Rojas", la mamá de "Miguelito", interpretado por Hans "Miguelito" Malpartida; manteniéndose hasta la última emisión del programa.
En 2014 es coronada como Reina Guachaca, por votación popular.
Con el fin de MCC en abril de 2021, se unió al elenco del programa Mi barrio, tu mejor compañía, en donde interpretó varios personajes, aparte de volver a interpretar a la mamá de "Miguelito". 
En noviembre de 2021 llega a la tercera temporada de El discípulo del chef como participante y miembro del equipo rojo, siendo eliminada en la 11° Gala.
Desde enero de 2022, con Hans "Miguelito" Malpartida, protagonizan la serie cómica Paola y Miguelito, comedia que retrata las vivencias de los emblemáticos personajes de MCC y Mi barrio.

## Programas de televisión
| Año       | Programa                     | Rol                   | Canal       |
| --------- | ---------------------------- | --------------------- | ----------- |
| 1995      | Acompáñeme                   | Actriz/Comediante     | Mega        |
| 1997      | Venga conmigo                | Actriz/Comediante     | Canal 13    |
| 1997      | Na' que ver con Chile        | Actriz/Comediante     | Canal 13    |
| 1998      | Teatro en Canal 13           | Actriz/Comediante     | Canal 13    |
| 2004      | Jappening con ja             | Actriz/Comediante     | Mega        |
| 2005-2021 | Morandé con compañía         | Actriz/Comediante     | Mega        |
| 2007      | Rojo                         | Actriz/Comediante     | TVN         |
| 2021      | Mi barrio, tu mejor compañía | Actriz/Comediante     | Mega        |
| 2021      | El discípulo del chef        | Participante          | Chilevisión |
| 2022-2023 | Paola & Miguelito            | Paola "Paolita" Rojas | Mega        |
| 2025      | Detrás del Muro              | Actriz/Comediante     | Chilevisión |

## Premios y nominaciones
| Año  | Premio           | Categoría        | Resultado | Ref    |
| ---- | ---------------- | ---------------- | --------- | ------ |
| 2018 | Premios Caleuche | Mejor Comediante | Nominada  | [ 9 ]  |
| 2019 | Premios Caleuche | Mejor Comediante | Nominada  | [ 10 ] |
| 2023 | Premios Caleuche | Mejor Comediante | Nominada  | [ 11 ] |